# Ladue
Ladue ist eine wohlhabende Vorortgemeinde der US-amerikanischen Großstadt St. Louis im St. Louis County im Bundesstaat Missouri. Das U.S. Census Bureau hat bei der Volkszählung 2020 eine Einwohnerzahl von 8.989 ermittelt.
Ladue hat das höchste Pro-Kopf-Einkommen in Kommunen mit mehr als 1000 Einwohnern im Bundesstaat Missouri und eines der höchsten der gesamten USA.

## Geografie
Ladue liegt auf 38°38'13" nördlicher Breite und 90°22'54" westlicher Länge. Es erstreckt sich über 22,3 km² und liegt rund 20 km westlich des Stadtkerns von St. Louis. Die Interstate 64, die Interstate 170 in Ost-West-Richtung und der U.S. Highway 67 in Nord-Süd-Richtung führen hindurch. Im Südosten von Ladue biegt der U.S. Highway 61 nach Westen auf die Interstate 64.

## Demografische Daten
Bei der Volkszählung im Jahre 2000 wurde eine Einwohnerzahl von 8645 ermittelt. Diese verteilten sich mit 2598 Familien auf 3414 Haushalte. Die Bevölkerungsdichte lag bei fast 388,0/km². 3557 Gebäude ergeben eine Bebauungsdichte von 159,9/km².
Die Bevölkerung bestand im Jahre 2000 aus 96,83 % Weißen, 0,88 % Afroamerikanern, 0,10 % Indianern, 0,49 % Asiaten und 1,7 % anderen. 0,45 % der Menschen gaben an, von mindestens zwei dieser Gruppen abzustammen, während 0,78 % Hispanics aus verschiedenen genannter Gruppen sind.
Ladue ist Ort mit dem höchsten Bildungsgrad in Missouri. 74,5 % der erwachsenen Bevölkerung haben mindestens einen Collegeabschluss, 71,8 % den Bachelor.
24,5 % waren unter 18 Jahren, 3,5 % zwischen 18 und 24, 16,9 % zwischen 25 und 44, 32,2 % zwischen 45 und 65, 22,8 % über 65. Das durchschnittliche Alter lag bei 48 Jahren. Auf 100 Frauen (jeden Alters) kamen statistisch 91,2 Männer, auf 100 über 18-Jährige 88,4 Männer dieser Altersgruppe.
Das durchschnittliche Einkommen betrug pro Haushalt $141.720, Familie $179.328, Person (Pro-Kopf-Einkommen) $89.623, Mann $100.000 und Frau $51.678. Rund 1,4 % der Familien bzw. 2,1 % der Gesamtbevölkerung lagen dabei unter der Armutsgrenze, jedoch betrug der Anteil der Grundstücksbesitzer 91,6 %.

## Bildungswesen
Ladue beherbergt mit der John Burroughs School und der Mary Institute and St. Louis Country Day School zwei der renommiertesten privaten High Schools im Raum St. Louis.
Am Lindbergh Boulevard befindet sich der Hauptsitz der St. Louis Country Library (Bibliothek des St. Louis County).